# Thomas Achelley
Thomas Achelley (XVI wiek) – angielski poeta i dramaturg. Niewiele wiadomo o jego życiu, a większość z jego dzieł zaginęła. Wiadomo, że pisał sztuki dla trupy teatralnej Queen’s Men, ale teksty tych dramatów nie zachowały się do naszych czasów. Wiadomości o poecie pochodzą ze wzmianek innych autorów, którzy najwyraźniej wysoko cenili jego dorobek. Thomas Dekker wymienia go w dziele A Knight's Conjuring obok Thomasa Watsona i Thomasa Kyda, autora Tragedii hiszpańskiej. Najbardziej znanym utworem Acheleya jest poemat, dedykowany Thomasowi Greshamowi, A most lamentable and tragicall historie conteyning the outragious and horrible tyrannie which a Spanishe gentlewoman named Violenta executed vpon her louer Didaco, because he espoused another beyng first betrothed vnto her wydany w 1575, będący tłumaczeniem historii Mattea Bandella.